# Jetstream

Strahlstromband (vereinfachte Darstellung)

Jetstream (von englisch jet stream, eine Übersetzung des deutschen Wortes Strahlstrom oder Strahlströmung) ist in der Meteorologie der Anglizismus für ein sich dynamisch verlagerndes Starkwindfeld, das meist im Bereich der oberen Troposphäre bis hinunter zur Tropopause auftritt.
Jetstreams bilden sich infolge globaler Ausgleichsbewegungen zwischen verschiedenen Temperaturregionen sowie zwischen Hoch- und Tiefdruckgebieten. Jetstreams sind die stärksten natürlich auftretenden Winde und im Vergleich zu anderen Wetterphänomenen sehr verlässlich und über mehrere Tage stabil. Kurzfristig betrachtet trennen sie warme von kalten Luftmassen, letztendlich verwirbeln sie diese aber durch Vertikalbewegungen in bestimmten Bereichen. Die warmen Luftmassen werden auf ihrem Weg zum Nordpol durch die Erdrotation abgelenkt, wobei sie ihre hohe Bahngeschwindigkeit beibehalten.
Allgemeiner definiert sind Jetstreams atmosphärische Windbänder mit einer nahezu horizontalen Strömungsachse („Jetachse“) und Windgeschwindigkeiten von bis zu 150 m/s (540 km/h). Die Windgeschwindigkeit fällt, sowohl vertikal als auch horizontal, mit zunehmender Entfernung zum Strömungszentrum rasch ab. Jetstreams gehören zur Gruppe der geostrophischen Winde, bei denen ein Gleichgewicht zwischen Druckgradient- und Corioliskraft herrscht.

## Auftreten und Arten
Es gibt vier wesentliche Jetstreams, wobei man zwischen zwei verschiedenen Arten und ihrer jeweiligen Erdhalbkugel unterscheiden muss. Da sie in großen Höhen auftreten, werden sie in isobaren Höhenwetterkarten dargestellt bzw. ausgewertet (meist in Bezug zur 200-hPa-Druckfläche).
- Der polare Strahlstrom (PFJ – Polarfrontjetstream) verläuft je nach Großwetterlage zwischen 40° und 60° geographischer Breite im Bereich der 249- bis 300-hPa-Isobare im Verbund mit der oft bis zum Boden reichenden Polarfront. Er erreicht im Kernstrom, also seinem Zentrum, Geschwindigkeiten von 200 bis 500 km/h (bekanntes Maximum ~1970 in Japan 650 km/h) und stellt den wichtigsten Strahlstrom dar, wobei er gerade auch für das europäische Wetter von maßgeblicher Bedeutung ist. Da sich in den mittleren Breiten aufgrund des Aufeinandertreffens von kalter Polarluft und gemäßigten wärmeren Luftmassen ein vergleichsweise starker horizontaler Temperaturgradient ausbildet, tritt der PFJ ganzjährig auf. Sein Geschwindigkeitsmaximum und die tiefsten Lagen werden jedoch im Winter erreicht, da dann in der Regel die Temperaturunterschiede zwischen Pol und Äquator größer sind als im Sommer sowie die Tropopause meist deutlich niedriger liegt. Durch dynamische Effekte in der Erdatmosphäre tritt der Polarfrontjetstream nur in relativ kurzen Bändern von wenigen tausend Kilometern Länge auf.
- Der subtropische Strahlstrom (STJ – Subtropenjetstream) ist ebenso ein Westwind-Jetstream in der Nähe der Wendekreise bzw. der Subtropen, also im Bereich von 20° bis 30° geographischer Breite und im Bereich der 150- bis 200-hPa-Isobare. Er tritt an der Obergrenze des abfallenden Astes der Hadley-Zelle auf, also über dem subtropischen Hochdruckgürtel, und entwickelt sich aus dem Antipassat. Der STJ ist schwächer als der PFJ und kommt oft nur in den jeweiligen Wintermonaten (der Erdhalbkugeln) zur Ausbildung. Wie der PFJ ist er eng verknüpft mit einem großen horizontalen Temperaturgradienten, der sogenannten Subtropenfront, die sich jedoch im Gegensatz zur Polarfront im Allgemeinen nicht bis zum Boden ausdehnt. Obwohl er schwächer ist als der Polarfrontjetstream, zeigt er eine wesentlich größere Beständigkeit in Position und Intensität und erstreckt sich zudem geschlossen um den gesamten Globus.

Neben den bekannten großen Jetstreams gibt es aber auch noch
- den Tropical Easterly Jet (TEJ): Er erstreckt sich ausgehend von der tibetischen Hochebene bis zur innertropischen Konvergenzzone (ITC) und ist hier vor allem als Höhenostwind bis in den Norden Afrikas wetterwirksam. Insbesondere handelt es sich also nicht um einen Westwind wie beim PFJ oder STJ, sondern um einen Ostwind. Seine stärkste Ausprägung erfährt er im Nordsommer, also während des indischen Sommermonsuns.
- die Low Altitude Jets: Sie treten in der Nähe von Wirbelstürmen auf (low altitude = geringe Höhe).
- den Nocturnal Jet: Ein nächtlicher low-altitude-Jetstream.
- stratosphärische bzw. mesosphärische Jetstreams.
- Ein Supersturm ist eine Jetstreamverwirbelung aus einem polaren Strahlstrom (PFJ – Polarfrontjetstream) und einem subtropischen Strahlstrom (STJ – Subtropenjetstream).

## Entstehungsursachen
Die vergleichsweise starke Sonneneinstrahlung am Äquator sorgt hier für eine Erwärmung der bodennahen Luftmassen und eine positive Energiebilanz, während diese an den Polen aufgrund der Breitengradabhängigkeit der durch die Sonne bedingten Strahlungsenergie negativ ist. Es handelt sich folglich im bodennahen Bereich des Äquators um relativ warme Luftmassen, die im Vergleich zu den kälteren Luftmassen der Pole eine geringere Dichte besitzen. Die Luft der Troposphäre ist deswegen entlang der den ganzen Erdball umspannenden innertropischen Konvergenzzone (ITC) lockerer gepackt als an den Polen, was zur Folge hat, dass der vertikale Druckgradient wesentlich geringer ist als bei niedrigen Temperaturen und der Luftdruck daher langsamer mit zunehmender Höhe absinkt, als dies südlich oder nördlich der ITC der Fall ist. Unter anderem deswegen kann sich die Troposphäre entlang des Äquators bis in eine Höhe von ungefähr 18 km und auch noch in den gemäßigten Breiten bis etwa 12 km erstrecken, während sie an den Polen nur eine mittlere Mächtigkeit von 8 km erreicht. Diese Luftdichteverminderung am Äquator ist dabei mit einer relativen Druckerniedrigung und somit einem stabilen „Tiefdruckgürtel“ verbunden (siehe Planetarische Zirkulation): der schon angesprochenen innertropischen Konvergenzzone. Dabei ist zwischen ITC und Äquator zu unterscheiden. In der Höhe herrscht dagegen aufgrund des geringen Druckgradienten ein Hochdruckgebiet, weshalb man am Äquator zwischen Bodentief und Höhenhoch unterscheidet.
Über den Polen sind die Luftmassen hingegen wesentlich dichter gepackt. Durch die geringe Sonneneinstrahlung ist die Luft hier kalt und lagert aufgrund der höheren Dichte schwerer auf der Erdoberfläche. Der Druckgradient ist hier folglich wesentlich stärker ausgeprägt und es existieren stabile Hochdruckgebiete am Boden. Man spricht deshalb von einem Bodenhoch und dementsprechend auch von einem Höhentief.
Die Luftdruck- bzw. Temperaturunterschiede zwischen dem Äquator und den Polen sind also thermisch bedingt. Sie resultieren aus der Breitenabhängigkeit der Sonneneinstrahlung, die sich rein geometrisch aus den verschieden großen Einfallswinkeln der Sonnenstrahlung ergibt. Der Antriebsmotor des entstehenden dynamischen Wetter- und Windsystems und somit auch der Jetstreams lässt sich demnach, trotz aller anderen Einflussfaktoren, in der Sonne finden.

### Druckgradientkraft

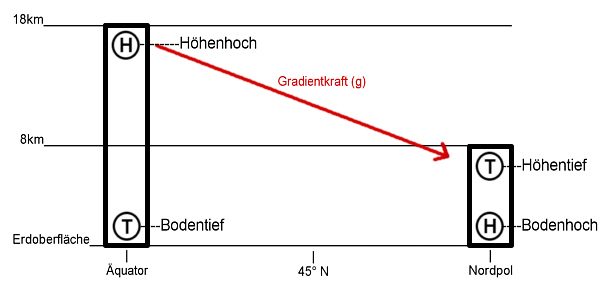
1. Die Höhenluft bewegt sich, der Gradientkraft folgend, vom Äquator zum Pol

Zwischen Hoch- und Tiefdruckgebieten stellt sich eine Ausgleichskraft ein, die man als Gradientkraft oder auch Druckgradientkraft bezeichnet. Im Bestreben, die Druck- bzw. Temperaturunterschiede auszugleichen, bewegt sich die Höhenluft, der Gradientkraft folgend, über die Breitengrade hinweg vom Höhenhoch des Äquators in Richtung des Höhentiefs der Pole, also vom Ort des höheren zum Ort des niedrigeren Druckes. Je stärker nun diese Druck- und Temperaturunterschiede sind, desto stärker ist auch die Gradientkraft und der aus ihr resultierende Wind. Diese Unterschiede sind nur selten, etwa bei tropischen Wirbelstürmen, groß genug, um die Luft in Nähe des Erdbodens ausreichend zu beschleunigen, und führen dabei auch meist nur zu Rotationsbewegungen, welche jedoch sehr unbeständig sind und aufgrund der fehlenden horizontalen Strömungsachse, trotz teilweise hoher Drehgeschwindigkeiten, keine Jetstreams darstellen. Diese selbst können sich nur bei den mit der Höhe zunehmenden Druckunterschieden und ohne Reibungseinflüsse (Freie Atmosphäre) bilden. Die Druckunterschiede nehmen jedoch auch nahe der Tropopause bzw. in der Stratosphäre wieder stark ab. Das erklärt, warum sich die sehr starken Jetstreams vor allem an scharfen Luftmassengrenzen entwickeln und zudem vertikal auf eine bestimmte Höhe begrenzt sind, im Endeffekt also die Erscheinungsform eines Windschlauches besitzen. Diese idealisierte Darstellung muss jedoch um den sogenannten Corioliseffekt erweitert werden.

### Corioliseffekt

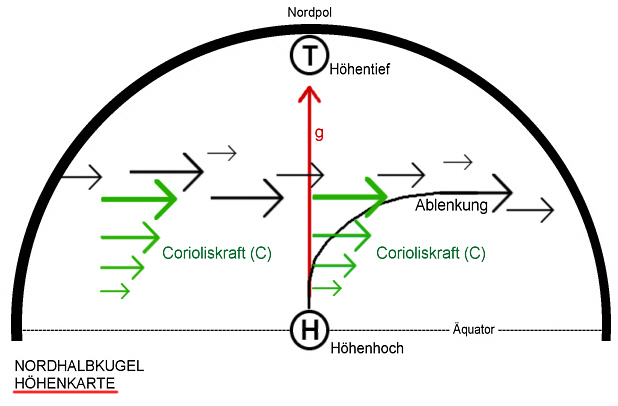
2. Horizontale Corioliskraft lenkt Luftmassen ab

Aufgrund der Erdrotation wirkt auf die polwärts fließende Luft die Corioliskraft. Diese Scheinkraft bewirkt, dass bewegte Luftmassen auf der Nordhalbkugel stets nach rechts und auf der Südhalbkugel stets nach links abgelenkt werden.
Für polwärts fließende Luftmassen bedeutet das auf beiden Erdhalbkugeln eine Ablenkung nach Osten.
Dadurch werden aus polwärts strömenden Gradientenwinden die ostwärts strömenden Jetstreams.
Die oben beschriebene (horizontale) Corioliskraft nimmt vom Äquator zu den Polen hin zu. Am Äquator verschwindet sie.
Das nebenstehende Schema veranschaulicht die Ostablenkung der polwärts strömenden Höhenwinde.
Im Übrigen besitzt die Corioliskraft auch eine vertikale Komponente, die auf- bzw. absteigende Luftmassen beeinflusst.
Durch sie werden aufsteigende Luftmassen nach Westen und absteigende Luftmassen nach Osten abgelenkt.
Die vertikale Komponente nimmt vom Äquator zu den Polen hin ab. An den Polen ist sie Null.

## Entdeckungsgeschichte

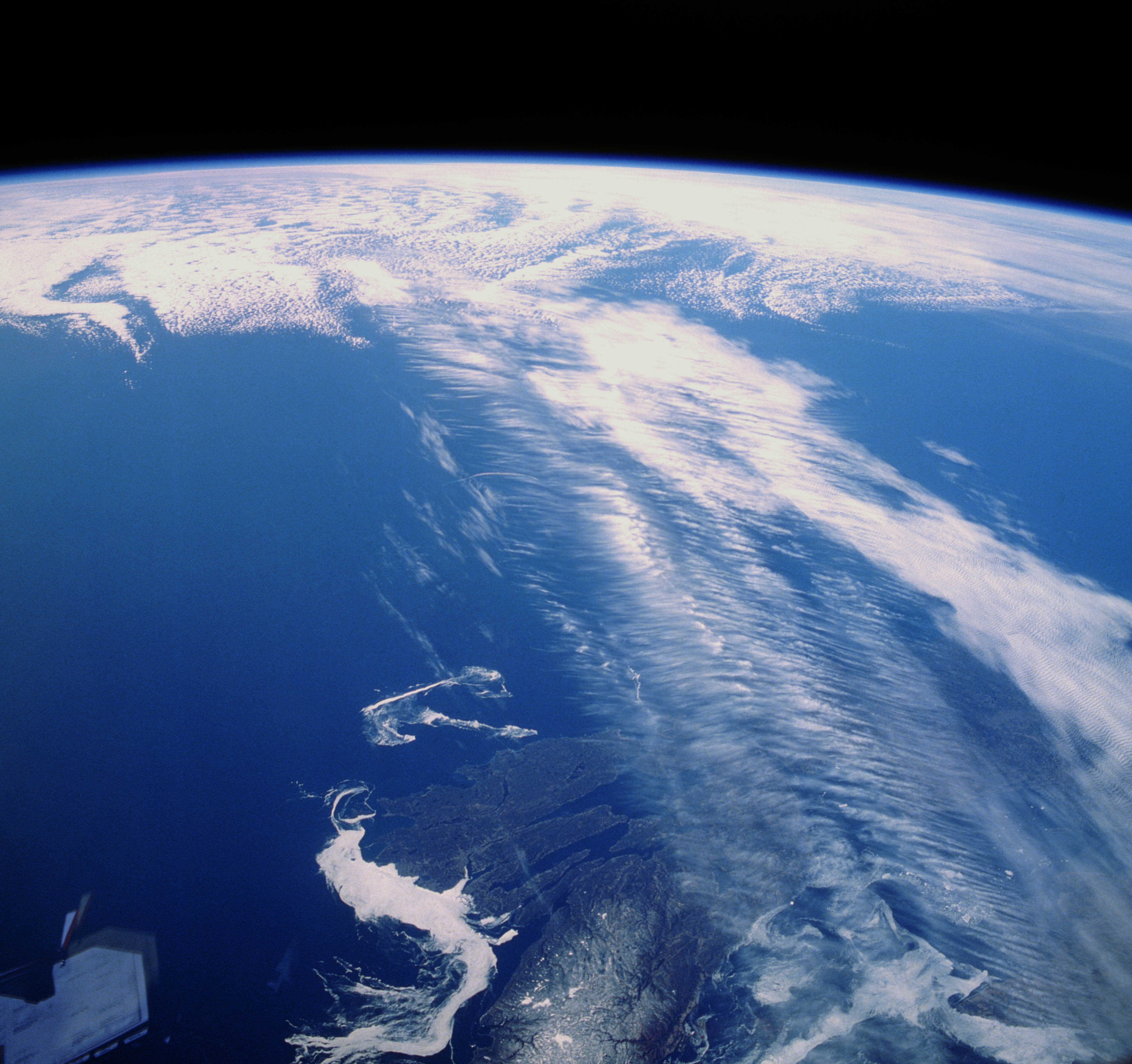
Durch Kondensationseffekt sichtbarer Jetstream über Kanada (Foto NASA)

Im späten 19. Jahrhundert gelangte man durch die Beobachtung von hochgelegenen Wolkenformationen zu dem Schluss, dass es in deren Umgebung starke Höhenwinde geben müsse. Diese konnten jedoch nur in sehr unregelmäßigen Abständen beobachtet werden, sodass ihre Regelmäßigkeit und vergleichsweise gleichbleibende Stärke noch nicht erkannt wurden. 1924 erforschte der japanische Meteorologe Oishi Wasaburo diesen Höhenwind sehr genau. Unabhängig von Oishi entdeckte Johannes Georgi in 10 bis 15 km Höhe starke Höhenwinde, die sich nicht direkt mit dem Bodendruckfeld erklären ließen, als er 1926 und 1927 Ballonsondierungen an der Nordspitze Islands durchführte.
In den 1930er Jahren erfolgten dann erstmals international abgestimmte Vertikalsondierungen. Dies veranlasste Richard Scherhag ab dem Jahr 1935 regelmäßig Höhenwetterkarten zu erstellen. Im Jahr 1937 untersuchte Scherhag ein Sturmtief über der Labrador-Halbinsel. Er berechnete für 5000 m Höhe einen Gradientwind von 275 km/h und kam zu dem Schluss, dass man im Ursprungsgebiet der atlantischen Sturmzyklonen in Höhe der Tropopause mit Windgeschwindigkeiten von über 300 km/h rechnen muss. Deutsche Wetterflieger flogen am 20. Februar 1937 von Frankfurt/M. in den Jetstream und dabei flog ihre Heinkel He 46 oberhalb von 5500 m rückwärts von Mainz bis Frankfurt, wobei eine mittlere Strömungsgeschwindigkeit von 280 km/h gemessen wurde. Heinrich Seilkopf benutzte 1939 den Begriff der „Strahlströmung“ für eine Schicht maximaler Windgeschwindigkeit in der Nähe der Tropopause im Übergangsbereich zwischen Höhenhoch und -tief. Hermann Flohn erwähnt in seinen Erinnerungen, dass der belarussische Meteorologe Mironovitch vor 1939 in der französischen Zeitschrift La Météorologie ebenfalls einen Beitrag zu starken Windgeschwindigkeiten in der oberen Troposphäre veröffentlicht hat.
Diese Veröffentlichungen erfolgten jedoch nur auf Deutsch und Französisch, was den Wissensaustausch mit den britischen und amerikanischen Meteorologen stark einschränkte. Die Übersetzung von Seilkopfs Veröffentlichung in andere Sprachen war sogar explizit verboten. Mit Ausbruch des Zweiten Weltkriegs war der Erfahrungsaustausch zwischen Deutschland und den anderen Nationen dann ganz unterbunden. Die weitere Entdeckungsgeschichte ist daher sehr inhomogen und stark durch die Erfahrungen und Bedingungen in den jeweiligen Ländern geprägt.
Ein weiterer Grund für die spätere Entdeckung in den USA ist nach Angaben von Hermann Flohn, dass die Forschung sich dort zunächst auf andere Analysemethoden konzentrierte, mit denen die für die Fliegerei wichtigen Höhenwinde nicht direkt hergeleitet werden konnten. Daher mussten in den USA mit dem Eintritt in den Zweiten Weltkrieg zunächst die Verfahren zur Erstellung von Höhenwetterkarten und die Ausbildung der Wetterberater umgestellt werden. Hier leistete Carl-Gustaf Rossby Pionierarbeit, indem er ein großes Ausbildungsprogramm für Wetterberater initiierte, in welchem im weiteren Verlauf etwa 8000 Wetterberater (Weather Officers) ausgebildet wurden, welche auch eng mit den Briten zusammenarbeiteten.
1942 wies der norwegische Meteorologe Sverre Petterssen ebenfalls die Existenz des Jetstreams nach und untersuchte die Mechanismen hinter seiner Entstehung. Der norwegische Meteorologe Jacob Bjerknes erwähnte 1943 den Begriff Jetstream bei einem Vortrag in England. Obwohl es bereits Berichte über Probleme der Flugzeugbesatzungen mit hohen Windgeschwindigkeiten in der oberen Troposphäre gab, wurde dieser Sachverhalt zunächst nicht systematisch untersucht. Im Jahre 1944 wurde dann mit der B-29 erstmals ein Bomber fertiggestellt, welcher dazu konzipiert war, eine hohe Bombenlast in großen Höhen zu transportieren. Zur Vorbereitung der Luftangriffe gegen Japan stießen die Meteorologen der US Air Force nun regelmäßig auf Starkwindfelder in großer Höhe. Manche hatten zunächst Probleme, dies ihren Vorgesetzten klarzumachen. Aufgrund dieser Erfahrungen begann Rossby, nun intensiv an der Erforschung des Jetstreams und an der Vorhersage seiner Verlagerung zu arbeiten. In der Folge setzte sich die Bezeichnung im englischsprachigen Raum zunehmend durch.

## Bedeutung

### Wetter und Klima

3. Rossby-Wellen im Jetstream:
a, b: Einsetzende Wellenbildung
c: Beginnende Abtrennung eines Kaltlufttropfens
blau/orange: kalte/warme Luftmassen

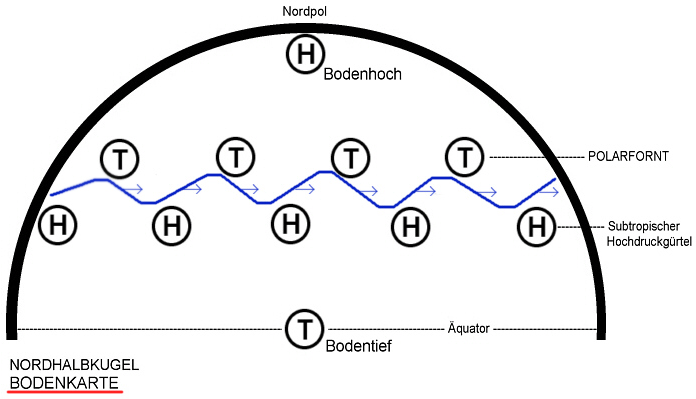
Ausscherende Druckgebiete (Jetstream: blaue Linie)

Jetstreams sind maßgeblich für die Luftdruckverteilung und somit für die Ausbildung der Wind- und Luftdruckgürtel auf der Erde verantwortlich. Sie stellen eine wesentliche Ursache für die Wetterentwicklung und ein wichtiges Element für den globalen Wärmeübergang zwischen Tropen und Polen dar:
Bei ausreichend großen Temperaturunterschieden der Luftmassen aus den Subtropen (z. B. Wüsten) und den Polen wird der Windstrom an der Polarfront aufgrund der höheren Dynamik der Polarfront stark abgelenkt. Hindernisse wie die Hochgebirge des Himalaya und der Rocky Mountains verstärken dies. Dadurch bilden sich die in der oberen Abbildung blau dargestellten Rossby-Wellen. Die Darstellung ist idealisiert, da die Faltung des Jetstreams uneinheitlich ist und sich der Polarfrontjetstream nicht geschlossen um die gesamte Erde windet. Der Jetstream befindet sich zwischen warmer Luft mittlerer Breiten und kalter Luft höherer Breiten. Ein realistischeres Bild der mäandrierenden Bänder des PFJ ist in den Weblinks einsehbar.
Der Jetstream reißt Luftschichten darunter mit, wobei entsprechend der Verwirbelung der Rossby-Welle dynamische Tiefdruckgebiete (Zyklone) in Richtung Pol (im Gegenuhrzeigersinn verdreht über den ‚Wellentälern‘, sogenannte Tröge) und in Richtung Äquator Hochdruckgebiete (im Uhrzeigersinn verdreht unter den ‚Wellenbergen‘, sogenannte Rücken) ausscheren. Rossby-Wellen sind auf der Nordhalbkugel wegen einiger sehr großer Gebirge, welche als Barriere wirken, wesentlich ausgeprägter als auf der Südhalbkugel.
Ein typisches Merkmal des polaren Jetstreams ist die Stabilisierung seiner Rossby-Wellen im Sommer: Wie weit südlich sie dabei vordringen und in welcher Zahl und Form sie sich manifestieren, bestimmt dann maßgeblich die Wetterlage in Mitteleuropa. Diese Erfahrung spiegelt sich auch in der Bauernregel über den Siebenschläfertag wider.
Ein „Resonanzmechanismus, der Wellen in den mittleren Breiten festhält und sie deutlich verstärkt“, wurde 2014 als Ursache unter anderem für die ab 2003 gestiegene Anzahl der Wetterextreme im Sommer in Bezug gebracht. Dazu zählt auch die Omegalage im Jahr 2010 mit Überschwemmungen in Pakistan und Mitteleuropa sowie der Ernteeinbußen und verheerenden Waldbränden u. a. um Moskau.
Klimamodelle stellen einen Zusammenhang zwischen Kälteeinbrüchen in den USA unter anderem Anfang 2019 und lang anhaltenden Hitzeperioden in Europa 2003, 2006, 2015, 2018, 2019 und 2022 aufgrund der Jetstream-Abschwächung und Verwirbelung durch den menschengemachten Klimawandel her. Dies zählt zu den Folgen der globalen Erwärmung in der Arktis – „quasi als Resonanz-Verstärkung“.
Ein Zusammenhang (Kausalität oder Korrelation) zwischen dem abgeschwächten oder instabilen Jetstream und längere Zeit ortsfesten Hoch- und Tiefdruckgebieten, die z. B. im Sommer 2021 die Hitzewelle in Nordamerika bzw. die extremen Niederschläge mit der Folge des Hochwassers in West- und Mitteleuropa verursachten, wird diskutiert. Neuere Studien sehen insbesondere die Teilung des Jetstreams in einen Ast über Süd- und einen Ast über Nordeurasien (sogenannter Doppel-Jet) als mögliche Ursache der Hitzewellen in Europa.
Hinzu kommt die menschengemachte Beeinflussung der Ozonschicht (→ Ozonloch).

### Luftfahrt
Besonders auf Linienflügen über größere Entfernungen, beispielsweise zwischen Nordamerika und Europa, ist der Effekt des Jetstream deutlich spürbar. Da es sich um einen starken und recht verlässlichen Höhenwind handelt, können Flugzeuge ihn nutzen, um eine höhere Geschwindigkeit über Grund und auch einen niedrigeren Treibstoffverbrauch zu erreichen. Sowohl Flughöhen als auch Reiserouten werden deshalb an den Verlauf des Jetstream so angepasst, dass man ihn als Rückenwind nutzen oder als Gegenwind meiden kann. Aus diesem Grund können je nach Höhe des Jetstream und der Reiseroute Flughöhen von 10 bis 12 km weit abseits einer direkten „Luftlinie“ favorisiert werden. Bei einem Flug über den Atlantik nach Europa beispielsweise verläuft die Route meist abseits der Orthodrome (Großkreise) und kann eine Zeitersparnis von mehreren Stunden bringen. Allerdings stellen solche Optionen zusätzliche Anforderungen bezüglich der Navigation und der Flugsicherung.
Ein Jetstream in Gegenrichtung verlangsamt die tatsächliche Fluggeschwindigkeit im Verhältnis zur Erdoberfläche. Bleiben solche starken Höhenwinde unberücksichtigt, kann es bei einfacher Koppelnavigation (ohne Trägheitsnavigationssystem) und schlechter Sicht zu groben Fehleinschätzungen hinsichtlich der erreichten Position kommen. Dies kann fatale Folgen haben, wie beim Flugunfall der Star Dust 1947, die während der Andenüberquerung zu früh in den Sinkflug überging und in einen Berghang flog.
Auch für die Ballonfahrt können Jetstreams von Bedeutung sein. Mithilfe dieser Starkwindfelder gelang es so Japan gegen Ende des Zweiten Weltkriegs, das amerikanische Festland mit Sprengstoff führenden Ballons anzugreifen (allerdings ohne größere Erfolge). Die Wirkung der Höhenwinde wurde auch für die erste Ballon-Weltumrundung 1999 durch Bertrand Piccard mit Copilot Brian Jones genutzt. Mit Navigationsunterstützung durch Bodenstationen konnte anhand von Wetterdaten die passende Route gewählt werden, ein Stück abseits des Äquators.
Jetstreams werden von Gebieten mit verstärkter Turbulenz begleitet. Dieser Umstand muss bei Flügen mit berücksichtigt werden.

### Astronomie
In der Astronomie spielt das Seeing bei der visuellen Beobachtung und der Astrofotografie eine wichtige Rolle. Eine der Hauptursachen des Seeings ist der Jetstream, indem in der Übergangsschicht zu tieferen Luftschichten aufgrund von Geschwindigkeitsunterschieden Turbulenzen entstehen. Diese Turbulenzen verursachen schnelle Änderungen im optischen Brechungsindex der Luft und somit eine verminderte Abbildungsqualität.

### Produktion elektrischer Energie
Die Nutzung des Höhenwindes bzw. der Jetstreams als Primärquelle von Erneuerbaren Energien durch Flugwindkraftwerke hat das Forschungs- und Entwicklungsstadium bisher nicht überschritten.

## Jetstreams auf anderen Planeten
Das Max-Planck-Institut für Astronomie und die Europäische Südsternwarte maßen mithilfe des Very Large Telescope am Äquator des Exoplaneten WASP-127b Luftströme von etwa 33.000 Kilometern pro Stunde; nie zuvor waren solche Windgeschwindigkeiten gemessen worden. Der vorherige Rekord war mit etwa 1800 Kilometern pro Stunde auf dem Neptun gemessen worden.